# Haliclona tylotoxa
Haliclona tylotoxa är en svampdjursart som först beskrevs av Jörn Hentschel 1914.  Haliclona tylotoxa ingår i släktet Haliclona och familjen Chalinidae. Inga underarter finns listade i Catalogue of Life.